# Вышенка (река)
Вышенка — река в России, протекает в Пичаевском районе Тамбовской области. Правый приток реки Кашма.

## География
Река Вышенка берёт начало в балке Семёнова. Течёт на запад по открытой местности. Устье реки находится у села Вышенка в 77 км по правому берегу реки Кашма. Длина реки составляет 23 км.

## Данные водного реестра
По данным государственного водного реестра России относится к Окскому бассейновому округу, водохозяйственный участок реки — Цна от города Тамбов и до устья, речной подбассейн реки — Мокша. Речной бассейн реки — Ока.
Код объекта в государственном водном реестре — 09010200312110000029249.